# Nedda El-Asmar
Nedda El-Asmar (* 1968 in Aalst, Provinz Ostflandern, Belgien) ist eine belgische Goldschmiedin palästinensischer Abstammung.

## Leben
El-Asmar wuchs in Overijse in der Provinz Flämisch-Brabant auf. Sie besuchte die BKO.KUNSTSCHOOL, bevor sie die Koninklijke Academie voor Schone Kunsten van Antwerpen mit Schwerpunkt Schmuckherstellung besuchte. Materialien dieser Studienzeit waren Kupfer und Silber, sie lernte die Techniken Schmieden, Umformen, Löten. Polieren und Patinieren. Nach ihrem Abschluss an der Akademie ging sie an das Royal College of Art in London.
1997 wurde El-Asmar mit einem Sterckshofopdracht, einem Auftrag des Silbermuseums Sterckshof, ausgezeichnet. Das Museum kaufte 2001 ihr Service Central Park an. In den letzten Jahren entwarf sie für bekannte Firmen wie Christofle, Hermès, Puiforcat, Eternum und Robbe & Berking.
Von 2007 bis 2014 war El-Asmar Dozentin an ihrer früheren Ausbildungsstätte, der Königlichen Academie in Antwerpen.

## Auszeichnungen
- 1997: Sterckhofsopdracht.
- 1997: Preis für junge Talente des Henry-van-de-Velde-Preis.
- 2004: Preis Design Vlaanderen für ihr Besteck Piu.
- 2008: Prijs van de Vlaamse Gemeenschap voor Architectuur en Vormgeving in der Klasse Design.

## Ausstellungen
- 2008: Verleidelijke Eeenvoud/Clair Obscur, Design Museum Gent, Gent
- 2011: The Passion of Simplicity, The Mosaic Rooms, A. M. Qattan Foundation, London